# American University

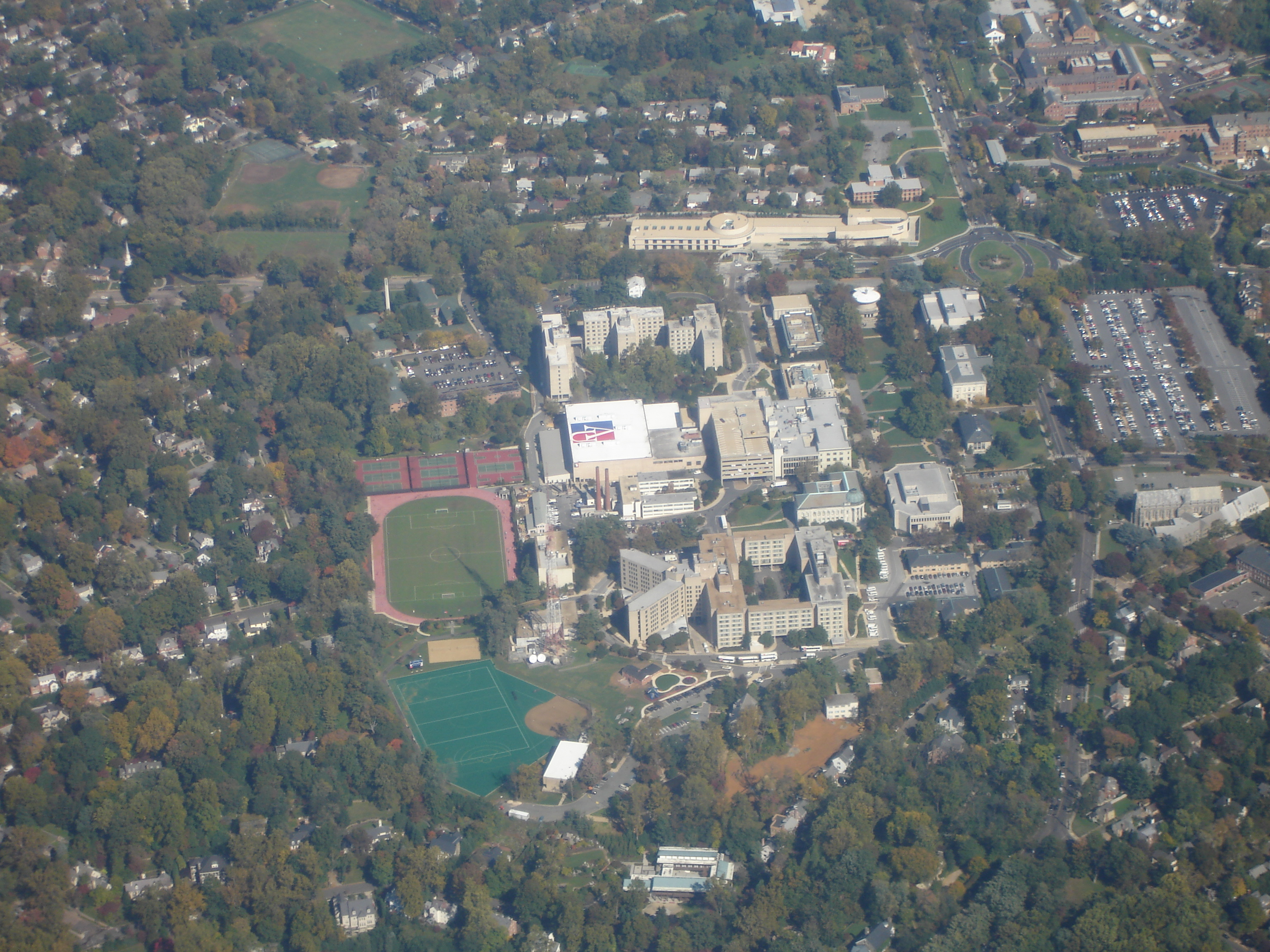
Luchtfoto van de hoofdcampus

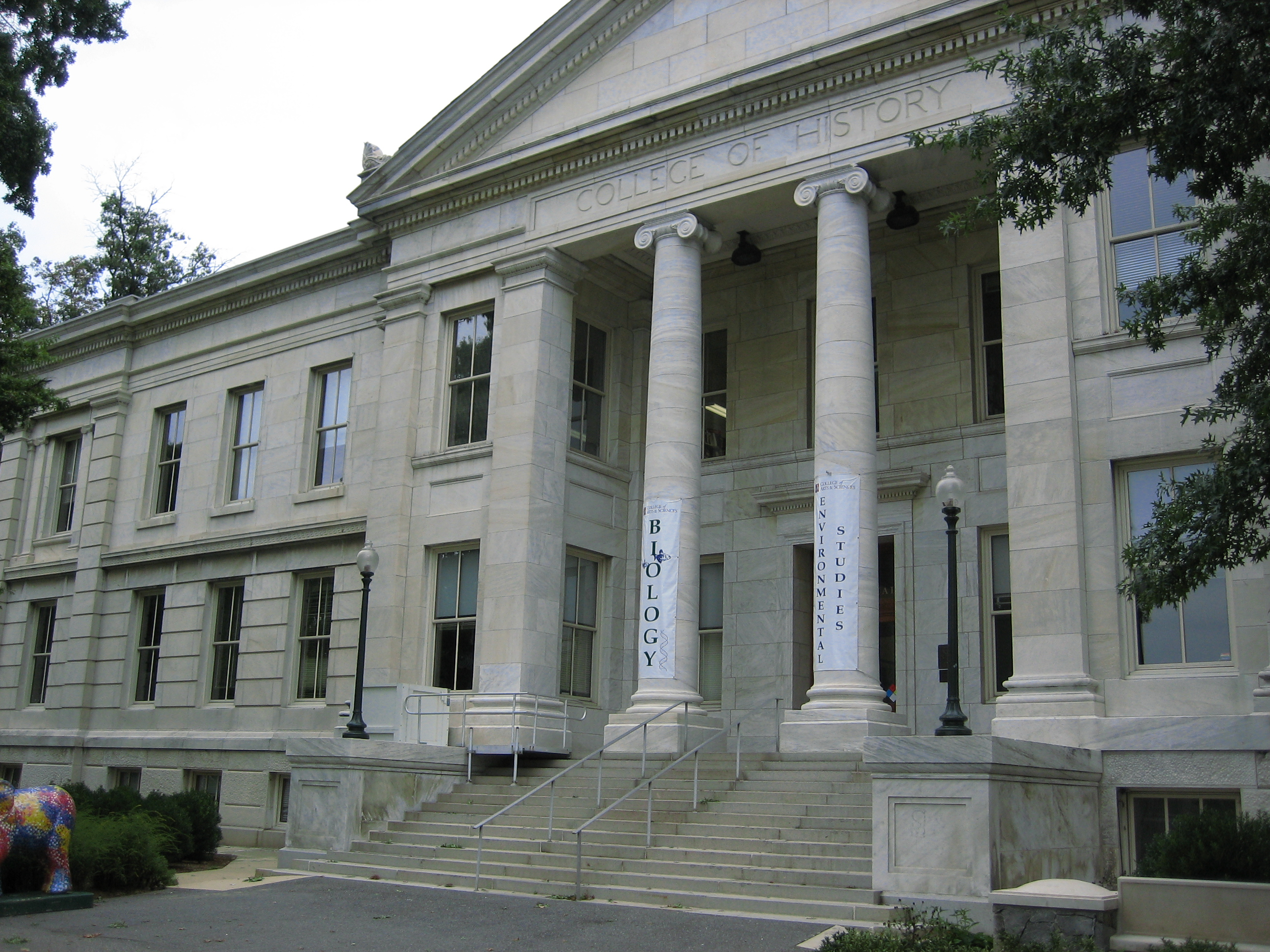
Hurst Hall, het oorspronkelijke hoofdgebouw van de universiteit

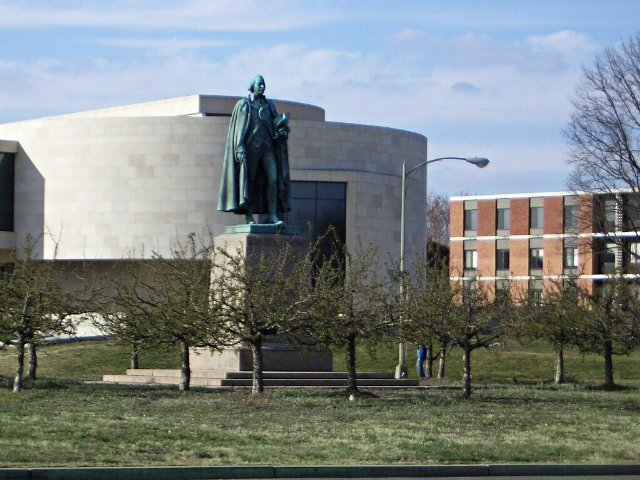
Katzen Arts Center

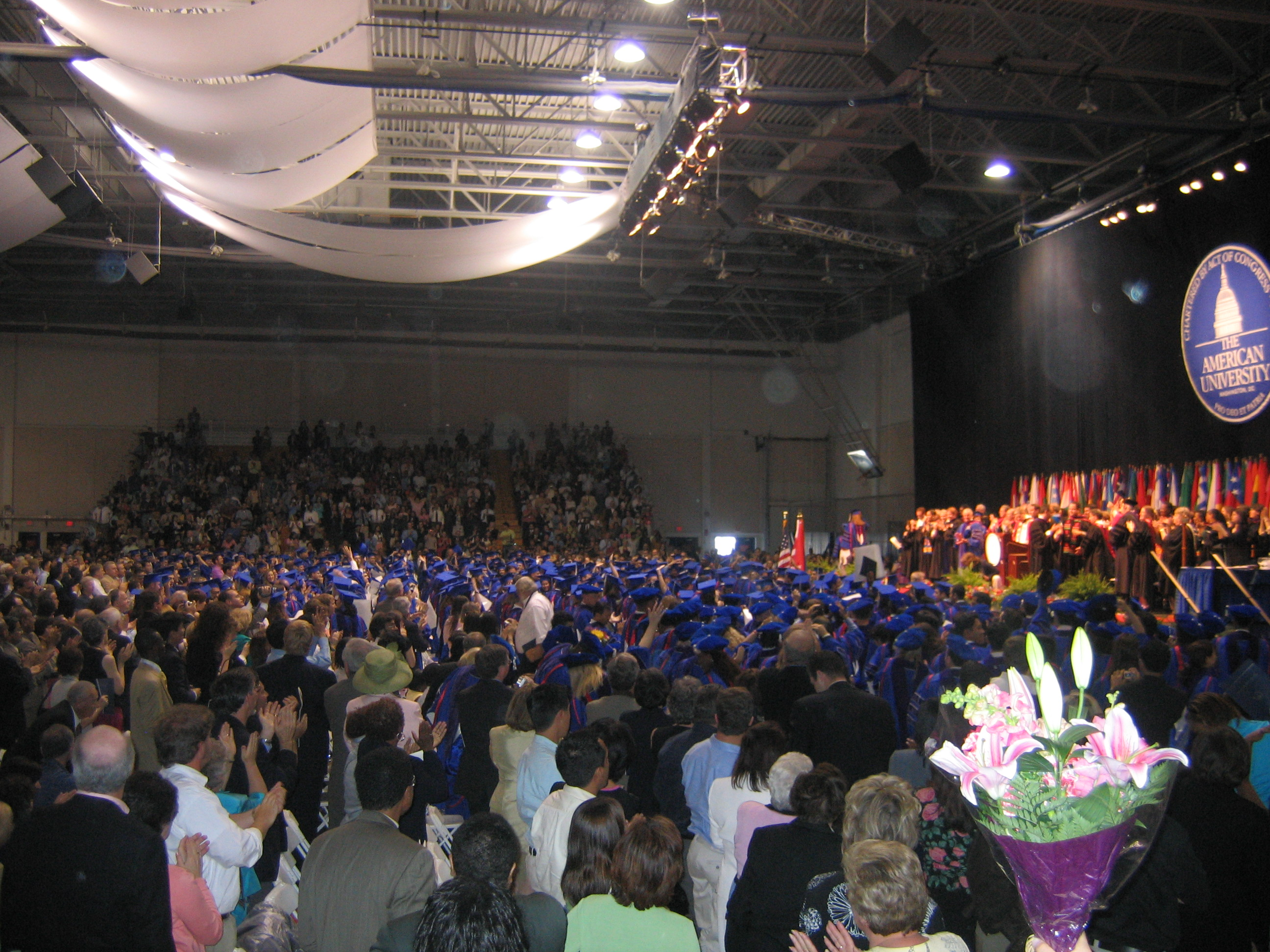
Afstudeerceremonie in Bender Arena

Voetbalveld Reeves Field

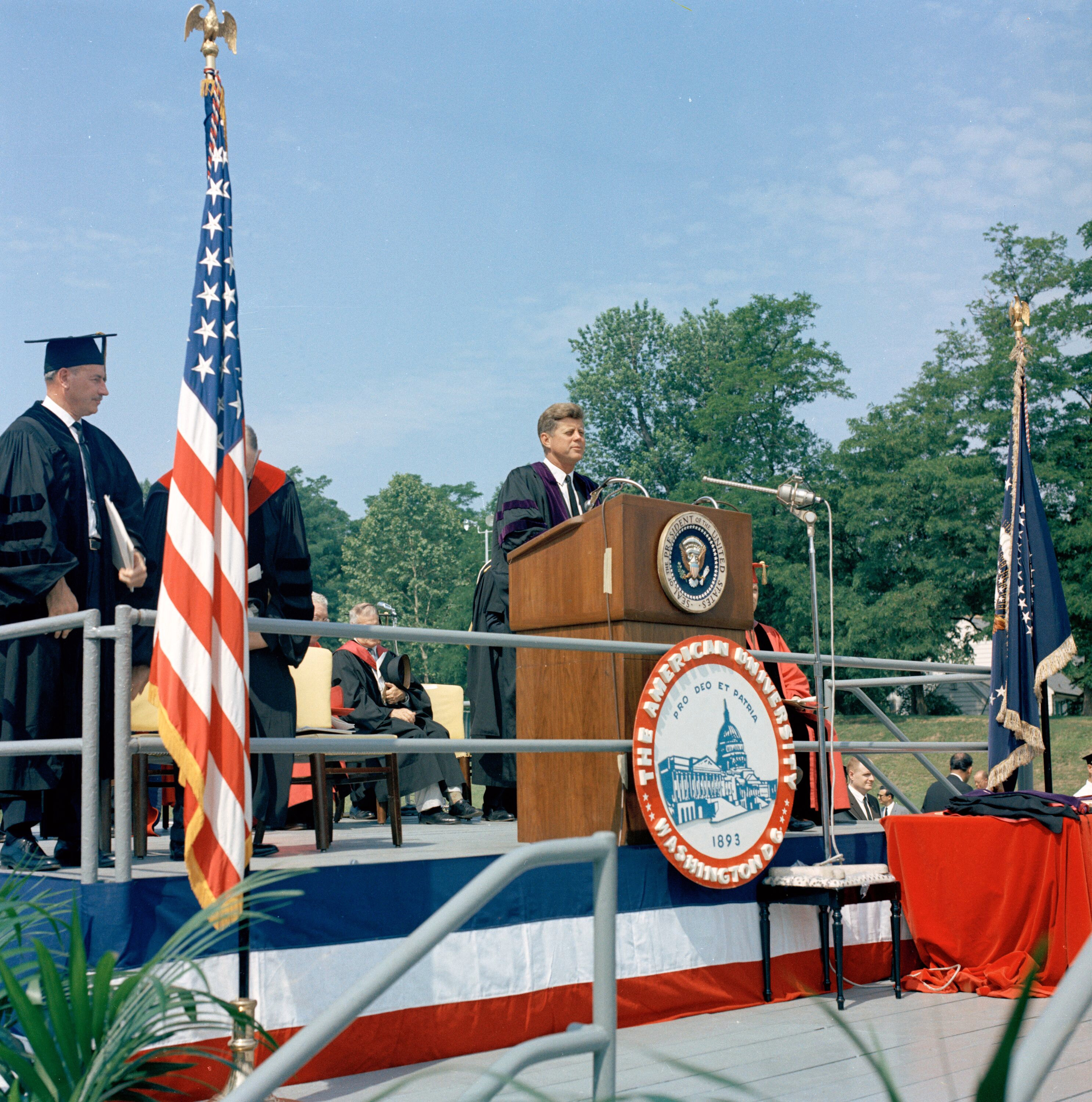
President John F. Kennedy geeft zijn toespraak aan AU in 1963

American University (AU) is een particuliere universiteit in de Amerikaanse hoofdstad Washington. De universiteit is gelieerd aan de United Methodist Church, een methodistische geloofsgemeenschap in de Verenigde Staten.
In een ranglijst van Amerikaanse universiteiten samengesteld door U.S. News & World Report in 2011 staat AU op de 82e plaats. AU is gerenommeerd om haar faculteit voor internationale betrekkingen, de School of International Service. Het is de grootste opleiding voor internationale betrekkingen in de Verenigde Staten, met zo'n 2.200 studenten en 100 faculteitsleden.
De universiteit werd opgericht in 1893 en heeft ongeveer 10.000 studenten. Enkele voormalige studenten zijn senator Robert Byrd, vrouwenrechtenactiviste Alice Paul en de kroonprins van Bahrein, Salman bin Hamad bin Isa Al Khalifa.
Herbert Spencer Gasser, die in 1944 de Nobelprijs voor Fysiologie of Geneeskunde ontving, en Robert Mulliken, die in 1966 de Nobelprijs voor de Scheikunde ontving, werkten aan AU tijdens de Eerste Wereldoorlog. Andere bekende voormalige faculteitsleden zijn de Amerikaanse presidentskandidaat Ralph Nader en de Canadese premier Joe Clark.
De campus van AU omvat 340.000 m² nabij Ward Circle aan Massachusetts Avenue in het noordwestelijke deel van Washington. Een tweede campus, Tenley Campus, ligt iets verder naar het noorden, bij Tenley Circle en het metrostation Tenleytown-AU.
Het American University Museum in het in 2005 geopende Katzen Arts Center bestaat uit een aantal privécollecties met werk van onder meer Pablo Picasso, Marc Chagall, Willem de Kooning, Roy Lichtenstein en Andy Warhol. Het museum heeft ook wisselende tentoonstellingen en een beeldentuin.

## Faculteiten
De universiteit bestaat uit zeven faculteiten, die colleges of schools genoemd worden:
- College of Arts and Sciences (CAS)
- Kogod School of Business (KSB)
- School of Communication (SOC)
- School of International Service (SIS)
- School of Public Affairs (SPA)
- School of Professional & Extended Studies (SPExS)
- Washington College of Law (WCL).

De universiteit heeft ook reeks speciale onderzoekscentra en instituten, waaronder:
- Center for Asian Studies
- Center for Black Sea-Caspian Studies
- Center for Congressional and Presidential Studies
- Center for Democracy and Election Management
- Center for Environmental Studies
- Center for Global Peace
- Center for the Global South
- Center for Islamic Peace
- Center for Israel Studies
- Center for North American Studies
- Center for Research on Collaboratories and Technology Enhanced Learning Communities
- Center for the Study of Rulemaking
- Center for Social Media
- Council on Comparative Studies (CCS)
- Global Intellectual Property Project (GLIPP)
- Institute for Strategic Communication for Nonprofits
- Institute for the Study of Public Policy Implementation (ISPPI)
- Intercultural Management Institute
- Justice Programs Office
- Key Executive Program
- Kogod's Center for IT & Global Economy
- National Center for Health and Fitness
- Nuclear Studies Institute
- Program on Conflict Prevention and Peacebuilding
- School of Public Affairs Leadership Program
- Women & Politics Institute

## Bibliotheken
De universiteitsbibliotheek, Jack I. and Dorothy G. Bender Library and Learning Resources Center, biedt toegang tot onder meer 700.000 boeken, 60.000 online tijdschriften, 41.000 audio- en video-opnames en 14.000 partituren.
AU heeft daarnaast verschillende andere bibliotheken:
- Music Library
- Pence Law Library

## Sport
De sportteams van AU staan bekend als de American Eagles en dragen tenues in de kleuren blauw en rood. AU is lid van de Patriot League, een sportliga van particuliere universiteiten en militaire academiën in het noordoosten van de Verenigde Staten. De universiteit doet het vooral goed in hockey, volleybal en worstelen.
Het sportcentrum van de universiteit (American University Sports Center) omvat onder meer het stadion Bender Arena, dat plaats biedt aan 6.000 toeschouwers; het zwembad Aquatic Center; en het fitnesscentrum William I Jacobs Fitness Center. Reeves Field, het voetbalveld, is in het verleden gebruikt als trainingsveld door onder meer FC Barcelona, Newcastle United en het nationale team van Uruguay. Het werd ook gebruikt als trainingslocatie door de Olympische voetbalteams van de Verenigde Staten, Portugal en Bolivia tijdens de voorbereidingen voor de Olympische Spelen van 1996.
Enkele voormalige AU-sporters zijn de Spaanse zwemmers Frederik Hviid en Sergio López Miró en de professionele basketbalspeler Kermit Washington.

## Geschiedenis
De universiteit werd gevestigd door een Act of Congress (wet van het Amerikaanse Congres) op 24 februari 1893, grotendeels door toedoen van de methodistische bisschop John Fletcher Hurst. De campus werd ontworpen door Frederick Law Olmsted. Pas 30 jaar later was er genoeg financiering bijeengebracht om de deuren daadwerkelijk te openen. De universiteit werd officieel geopend op 15 mei 1914 en de eerste colleges begonnen op 6 oktober van dat jaar met 28 studenten. Op 2 juni 1916 werden de eerste universiteitsgraden toegekend.
Tijdens de Eerste Wereldoorlog stelde AU haar campus ter beschikking aan de Amerikaanse strijdkrachten voor gebruik als onderzoeks- en testfaciliteit. De campus werd hierbij verdeeld in twee delen, Camp American University en Camp Leach. Naast zo'n 2.000 scheikundigen waren hier ongeveer 100.000 soldaten gelegerd. De eerste Amerikaanse chemische wapens werden ontwikkeld in Camp American University, en in Camp Leach werden moderne camouflagetechnieken ontwikkeld. In de jaren 1990 werd een grote schoonmaakoperatie op de AU-campus door de Amerikaanse strijdkrachten op touw gezet om restanten van munitie en mosterdgas op te ruimen.
Na de oorlog werd alleen graduate onderwijs gegeven (voor een masters- of doctorsgraad), maar in 1925 opende de universiteit een college, het College of Liberal Arts. Sindsdien heeft AU zowel undergraduate studenten (voor een bachelorsgraad) als graduate studenten.
Tijdens de Tweede Wereldoorlog bood de AU haar campus weer aan voor gebruik door de strijdkrachten. Het werd onder andere gebruikt door de Amerikaanse marine als school voor explosievenopruiming. Als dank vernoemde de marine na de oorlog het transportschip de SS American Victory naar AU. In 1949 werd het Washington College of Law deel van de universiteit als rechtenfaculteit (law school). In de jaren 1960 hadden het ministerie van Defensie en de CIA een controversiële denktank aan AU onder de naam Project Camelot.
Op 10 juni 1963 gaf president John F. Kennedy een commencement speech (toespraak bij de afstudeerceremonie) aan AU. In deze bekende toespraak, getiteld A Strategy of Peace, kondigde Kennedy aan dat de Verenigde Staten zouden stoppen met het uitvoeren van kernproeven. De toespraak was de eerste stap naar het tekenen van een verdrag met de Sovjet-Unie enkele maanden later, de zogenaamde Partial Test Ban Treaty.
In 1986 breidde AU uit naar een tweede campus, de Tenley Campus. Datzelfde jaar begon de bouw van een nieuw sportcentrum, het Adnan Khashoggi Sports and Convocation Center, vernoemd naar Saoedi-Arabische wapenhandelaar Adnan Khashoggi die het gebouw met 5 miljoen dollar financierde. Er was veel protest tegen Khashoggi's naam op het gebouw, vooral nadat aan het licht was gekomen dat hij een belangrijke rol had gespeeld in de Iran-Contra-affaire. Zijn naam werd echter pas van het gebouw verwijderd nadat hij in de jaren 1990 nalatig werd met betalingen.
AU tekende in 1997 een contract met de American University of Sharjah in Sharjah in de Verenigde Arabische Emiraten om te assisteren bij de vestiging van die universiteit. In 2005 opende AU een nieuw kunstcentrum, het Katzen Arts Center, dat onder meer de kunstfaculteiten en het American University Museum omvat. Datzelfde jaar werd het hoofd van AU, Benjamin Ladner, ontslagen wegens mogelijk misbruik van universiteitsgelden. In 2010 werd een nieuw gebouw voor de gerenommeerde School of International Service van AU geopend door senator Daniel Inouye.

## Bekende studenten

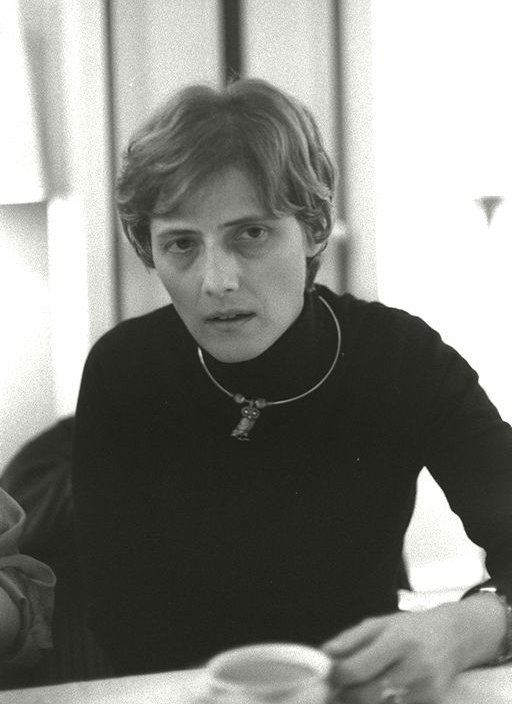
Petra Kelly in 1987

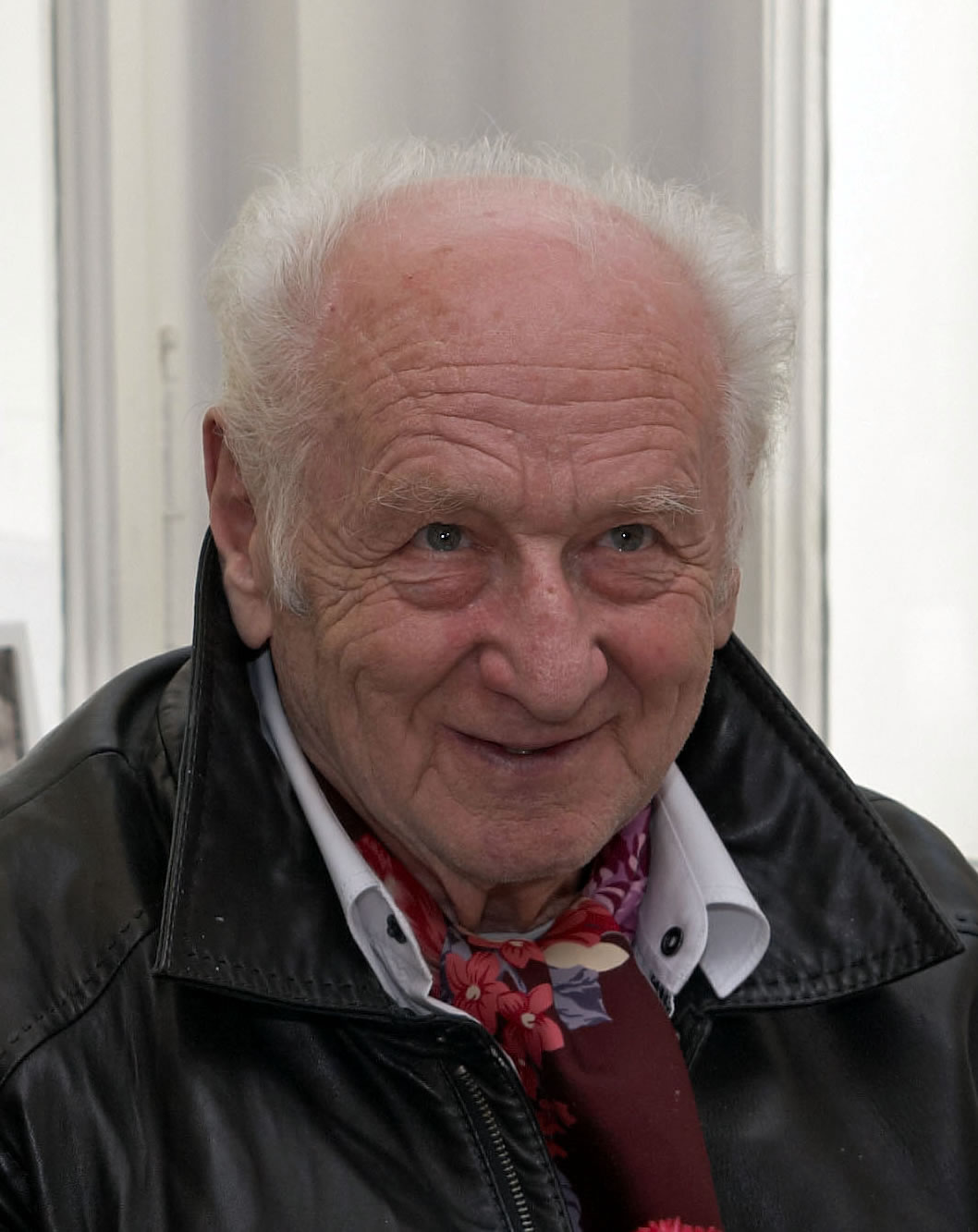
Arnošt Lustig in 2009

- Julius Maada Bio, Sierra Leoons politicus, voormalig juntaleider
- Robert Byrd, senator
- John Dean, adviseur van president Richard Nixon tijdens het Watergateschandaal
- John Fahey, gitarist
- America Ferrera, actrice
- Steven Goldstein, Colombiaanse autocoureur
- Virginia Hall, spion voor de Verenigde Staten tijdens de Tweede Wereldoorlog
- Goldie Hawn, actrice
- Frederik Hviid, Spaanse zwemmer, won goud bij de Europese kampioenschappen kortebaanzwemmen in 1999
- Ousmane Issoufi Maïga, Malinees politicus, voormalig premier
- Petra Kelly, Duits politicus, medeoprichter van Die Grünen
- Arnošt Lustig, Tsjechisch schrijver en journalist, overlevende van de naziconcentratiekampen
- William Moulton Marston, striptekenaar, bedenker van Wonder Woman
- Sergio López Miró, Spaanse zwemmer, won brons bij de Olympische Spelen van 1988
- Keith Mitchell, voormalig premier van Grenada
- Nick Monu, Nigeriaanse acteur en regisseur
- Dambisa Moyo, Zambiaans schrijfster en econoom
- Alice Paul, vrouwenrechtenactiviste
- Salman bin Hamad bin Isa Al Khalifa, kroonprins van Bahrein.
- Donna Shalala, voormalig minister van gezondheid en sociale zaken, president van de Universiteit van Miami
- Judith Sheindlin, rechter en televisiepersoonlijkheid, bekend van Judge Judy
- Kermit Washington, professionele basketballer, NBA All-Star in 1980
- Ghazi al-Yawar, Iraaks politicus, voormalig vicepresident

## Bekende faculteitsleden
- Joe Clark, premier van Canada
- Max Cleland, voormalig senator

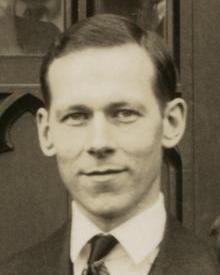
Robert Mulliken in 1929

- James Bryant Conant, scheikundige en hoofd van Harvard
- Jacqueline Fontyn, Belgisch componiste
- Herbert Spencer Gasser, fysioloog, ontving in 1944 de Nobelprijs voor de Fysiologie of Geneeskunde
- Ross Gunn, natuurkundige, werkte aan het Manhattanproject
- Charles Malik, Libanees filosoof en diplomaat, voorzitter van de Economische en Sociale Raad van de Verenigde Naties
- Robert Mulliken, natuurkundige en scheikundige, ontving in 1966 de Nobelprijs voor de Scheikunde
- Ralph Nader, presidentskandidaat voor de Green Party
- Egon Ranshofen-Wertheimer, Oostenrijks diplomaat en journalist